# 京北幼稚園
京北幼稚園（けいほくようちえん）は、東京都文京区本駒込にある私立幼稚園。設置者は学校法人東洋大学。

## 概要

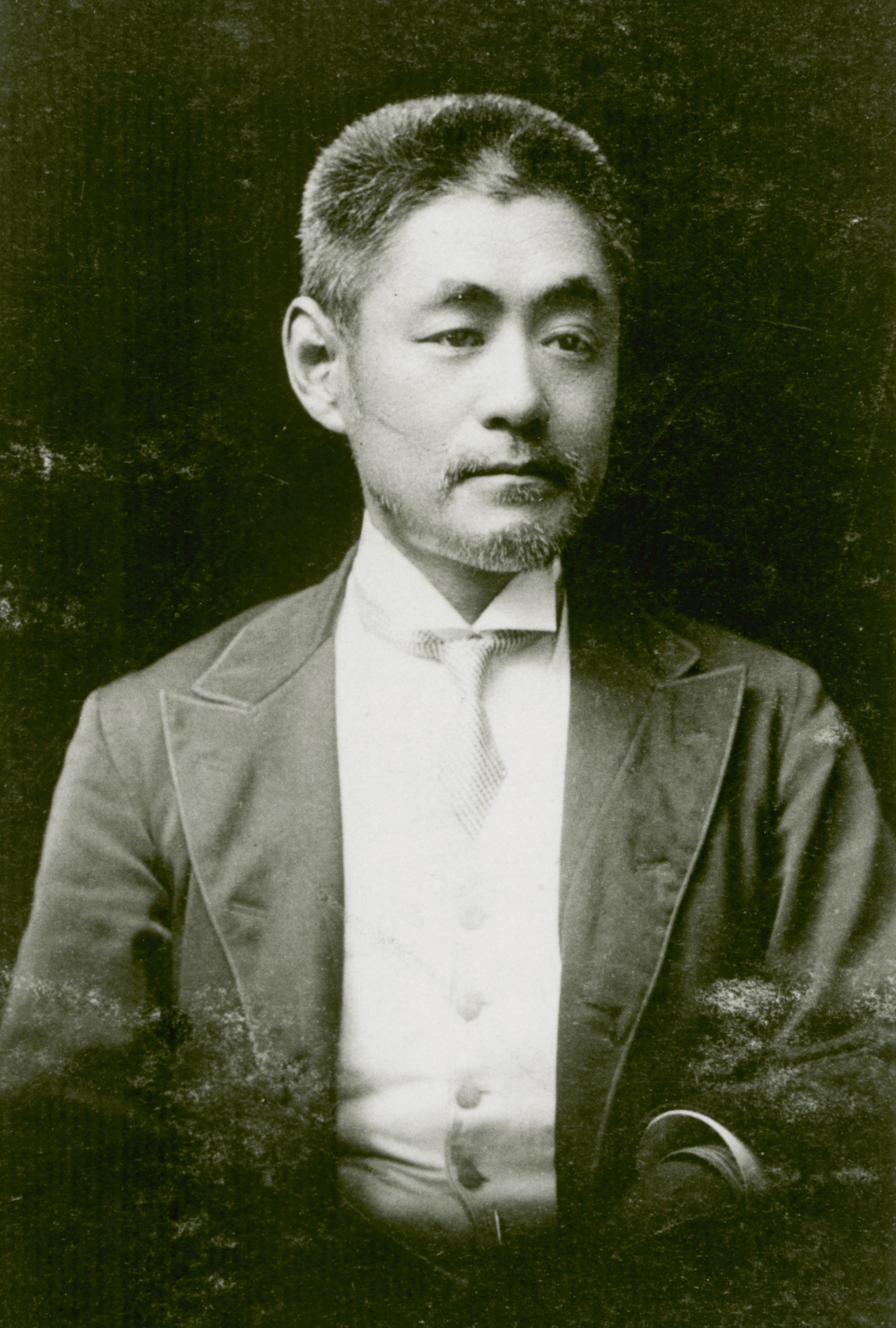
井上円了

哲学館（東洋大学の前身）を創設した井上円了によって1905年に創設された。井上円了は、人格形成の基礎作りとして幼稚園教育の必要性を重視し、自ら園長として教育にあたった。2005年に創立100周を迎えた。
1951年からは財団法人東洋大学から独立した学校法人京北学園が運営していた。2011年に再び学校法人東洋大学と合併し、学校法人東洋大学の設置する幼稚園となる。

## 沿革
- 1905年 - 井上円了により、文京区本駒込の現在地に創設。
- 1951年 - 学校法人京北学園となる。
- 1956年 - 園舎を竣工。
- 1969年 - 7角形の鉄筋コンクリート中二階建ての図書館が完成。
- 1986年 - 学園の温水プールを使用して、水泳指導を実施。
- 1988年 - 学園の創立90周年記念事業として、新園舎を着工。
- 2005年 - 幼稚園創立100周年式典を挙行。
- 2011年 - 学校法人東洋大学と法人合併し、東洋大学の設置校となる。

## 交通
- 都営三田線千石駅徒歩3分

## 系列学校
- 東洋大学
- 東洋大学京北中学高等学校